# جيمس ليفين
جيمس ليفين (بالألمانية: James Lewin)‏ (و. 1887 – 1937 م) هو طبيب، وطبيب نفسي ألماني، ولد في برلين، توفي في تشيليابنسك، عن عمر يناهز 50 عاماً.